# دانیلوفکا (باشقیرستان)
دانیلوفکا (انگلیسی: Danilovka, Republic of Bashkortostan) یک شهرک در شهرستان ملئوزوفسکی استان باشقیرستان کشور روسیه است.